# Розширена матриця
В лінійній алгебрі, розширена матриця матриці, це матриця отримана шляхом деяких змін початкової.
Нехай маємо матриці A і B, де:
{\displaystyle A={\begin{bmatrix}1&3&2\\2&0&1\\5&2&2\end{bmatrix}},\quad B={\begin{bmatrix}4\\3\\1\end{bmatrix}}.}
Тоді, розширена матриця (A|B) виглядає як:
{\displaystyle (A|B)=\left[{\begin{array}{ccc|c}1&3&2&4\\2&0&1&3\\5&2&2&1\end{array}}\right].}
Це корисно при розв'язуванні системи лінійних рівнянь; розширена матриця також може бути використана для знаходження оберненої матриці шляхом комбінування з одиничною матрицею.

## Приклади
Нехай C 2×2 матриця де
{\displaystyle C={\begin{bmatrix}1&3\\-5&0\end{bmatrix}}.}
Для знаходження оберненої для С ми створюємо (C|I) де I це 2×2 одинична матриця. Ми приводимо частину (C|I), що відповідає C  к одиничній матриці, використовуючи тільки елементарні матричні перетворення на (C|I). 
{\displaystyle (C|I)=\left[{\begin{array}{cc|cc}1&3&1&0\\-5&0&0&1\end{array}}\right]}
{\displaystyle (I|C^{-1})=\left[{\begin{array}{cc|cc}1&0&0&-{\frac {1}{5}}\\0&1&{\frac {1}{3}}&{\frac {1}{15}}\end{array}}\right]}
В лінійній алгебрі, розширена матриця використовується для представлення коефіцієнтів і вектора розв'язку для набору рівнянь:
{\displaystyle {\begin{aligned}x_{1}+2x_{2}+3x_{3}&=0\\3x_{1}+4x_{2}+7x_{3}&=2\\6x_{1}+5x_{2}+9x_{3}&=11\end{aligned}}}
розширена матриця буде скомпонована з 
{\displaystyle A={\begin{bmatrix}1&2&3\\3&4&7\\6&5&9\end{bmatrix}},\quad B={\begin{bmatrix}0\\2\\11\end{bmatrix}}.}
{\displaystyle (A|B)=\left[{\begin{array}{ccc|c}1&2&3&0\\3&4&7&2\\6&5&9&11\end{array}}\right],}
або
{\displaystyle (A|B)=\left[{\begin{array}{ccc|c}1&0&0&4\\0&1&0&1\\0&0&1&-2\\\end{array}}\right].}